# Barbazan
Barbazan är en kommun i departementet Haute-Garonne i regionen Occitanien i södra Frankrike. Kommunen ligger i kantonen Barbazan som tillhör arrondissementet Saint-Gaudens. År 2022 hade Barbazan 507 invånare.

## Befolkningsutveckling
Antalet invånare i kommunen Barbazan
Referens:INSEE